# Clondalkin
Clondalkin (/klʊnˈdɔːkɪn/ (del irlandés: Cluain Dolcáin), significa Prado de Dolcan) es un suburbio y una parroquia situada a 10 kilómetros al oeste de la ciudad de Dublín, capital de la república de Irlanda. Se cree que el pueblo fue fundado por San Cronán como sitio monástico hace 1.400 años. Es también el hogar de la bien preservada Torre irlandesa del siglo VIII que actúa como punto focal de la zona. Reconocida como una de las más antiguas y mejor preservadas del país, cuenta con 25.6 metros de alto, conserva su tejado cónico original y se construyó alrededor de un siglo después como parte del monasterio.
En Clondalkin se ubica el Moyle Park College, colegio perteneciente a los Hermanos Maristas, fundado en 1957, que acoge cada verano multitud de estudiantes internacionales que acuden para mejorar su inglés, lo que lo hace bastante conocido, como tantos otros lugares de Irlanda.
- Datos: Q1102232
- Multimedia: Clondalkin / Q1102232